# 방과후 설렘
《방과후 설렘》은 2021년 11월 28일부터 2022년 2월 27일까지 방영된 오디션 프로그램이다.

## 방송 시간
| 방송 채널 | 방송 기간                         | 방송 시간                      |
| --------- | --------------------------------- | ------------------------------ |
| MBC TV    | 2021년 11월 28일                  | 일요일 밤 8시 20분 ~ 10시 30분 |
| MBC TV    | 2021년 12월 5일 ~ 2022년 2월 27일 | 매주 일요일 밤 9시 ~ 10시 50분 |

## 출연자
- 진행 : 윤균상
- 담임 : 옥주현, 유리 (소녀시대), 아이키, 소연
- 트레이너 : 영지, 한해, 리사, 류재준

## 참가자
데뷔 멤버는 굵게 표시.
- 1학년(2008~2010년생) (담임선생님 (아이키)) - 박보은, 윤승주[1], 정시우, 보미세라, 김민솔, 이시율, 정유주, 고은채, 김정윤, 김수빈, 김선유, 오유진, 박한음, 최수빈, 김유민, 김민주, 성민채[2], 최다솔
- 2학년(2006~2007년생) (담임선생님 (유리)) - 이지원, 원지민, 미나미, 김리원, 최사랑, 박유라, 이수민, 주효린, 김수진, 이서윤, 박효원, 이승은, 이영채, 권주안, 박진현, 조수이, 이하담, 오진경, 김서진, 김예서, 조은, 후쿠모토 히나, 타케이 카리나
- 3학년(2004~2005년생) (담임선생님 (옥주현)) - 최윤정, 김윤서, 김현희, 오지은, 유재현, 이태림, 조예주, 김지연, 이재이, 김수혜, 신예슬, 김민지, 구현경, 박효림, 김리나, 김나현, 이푸른, 김민서, 최윤주, 이지우
- 4학년(1998~2003년생) (담임선생님 (전소연)) - 김다솜, 웨이, 이미희, 방선희, 김인혜, 김유연, 명형서, 최수민, 홍혜주, 김하리[3], 이유민, 이하영, 강은우, 이수빈, 송예림, 윤채원, 조유정, 고태희, 강민지, 김수연, 전유은, 장이한

## 탈락자 명단
- 1차 탈락 (입학평가) : 강은우, 권주안, 김민서, 김서진, 김수연, 김수진, 김유민, 김예서, 박진현, 방선희, 오진경, 웨이, 이수빈, 이재이, 이푸른, 장이한, 조은, 최다솔
- 자진 하차
  - 3학년 탈락자 : 조예주 (입학평가 합격 후 하차)
- 2차 탈락 (중간평가)
  - 1학년 탈락자 : 김정윤, 김민솔, 이시율, 김민주, 고은채, 박한음
  - 2학년 탈락자 : 이승은, 이하담, 이수민, 이서윤, 박유라, 후쿠모토 히나
  - 3학년 탈락자 : 김지연, 구현경, 김리나, 신예슬, 최윤주, 김나현
  - 4학년 탈락자 : 최수민, 강민지, 이하영, 전유은, 조유정, 고태희
- 3차 탈락 (1학기 중간고사 : 학년 배틀)
  - 2학년 탈락자 : 주효린
  - 3학년 탈락자 : 김민지
- 4차 탈락 (1학기 기말고사 : 학년 배틀)
  - 3학년 탈락자 : 박효림
  - 4학년 탈락자 : 김다솜
- 5차 탈락 (2학기 중간고사 : 학년 연합 배틀)
  - 1학년 탈락자 : 정시우, 정유주
  - 2학년 탈락자 : 박효원
  - 3학년 탈락자 : 김수혜, 유재현
  - 4학년 탈락자 : 이유민
- 6차 탈락 (2학기 기말고사 : 학년 내 배틀 - 데뷔조 자리 배틀)
  - 1학년 탈락자 : 보미세라, 오유진, 최수빈, 성민채
  - 2학년 탈락자 : 최사랑, 타케이 카리나, 조수이, 이지원
  - 4학년 탈락자 : 송예림
- 7차 탈락 (세미파이널)
  - 1학년 탈락자 : 윤승주, 김수빈
  - 3학년 탈락자 : 이지우, 이태림, 오지은
  - 4학년 탈락자 : 김인혜, 김하리
- 8차 탈락 (파이널)
  - 2학년 탈락자 : 이영채, 미나미
  - 3학년 탈락자 : 최윤정, 김윤서, 김현희
  - 4학년 탈락자 : 이미희, 김유연

## 최종 데뷔조
| 순위 | 학년 | 이름   | 예명 | 소속사                               | 소속그룹          |
| ---- | ---- | ------ | ---- | ------------------------------------ | ----------------- |
| 1위  | 2    | 원지민 | 지민 | 포켓돌스튜디오                       | 클라씨            |
| 2위  | 1    | 김선유 | 선유 | 포켓돌스튜디오                       | 클라씨            |
| 3위  | 4    | 명형서 | 형서 | 포켓돌스튜디오 前마블링 前몬스터그램 | 클라씨 前버스터즈 |
| 4위  | 4    | 홍혜주 | 혜주 | 포켓돌스튜디오                       | 클라씨            |
| 5위  | 2    | 김리원 | 리원 | 포켓돌스튜디오                       | 클라씨            |
| 6위  | 1    | 박보은 | 보은 | 포켓돌스튜디오                       | 클라씨            |
| 7위  | 4    | 윤채원 | 채원 | 포켓돌스튜디오                       | 클라씨            |

## 에피소드 목록

### 입학시험
- 김현희 & 오지은
- 성민채 & 윤승주
- 장이한 & 명형서 & 김하리 & 최수민 & 웨이
- 박효원 & 이승은 & 이하담 & 김리원 & 이영채
- 이지우 & 김윤서
- 강은우 & 송예림
- 전유은 &윤채원 & 김유연
- 미나미 & 타케이 카리나 & 후쿠모토 히나
- 정시우 & 박보은
- 김수빈 & 최수빈
- 이태림
- 박효림 & 유재현 & 김리나 & 김수혜
- 김민솔 & 김정윤 & 보미세라
- 이시율
- 김지연
- 김유민 & 김민주 & 오유진 & 최다솔
- 원지민 & 주효린
- 김민지 & 조예주 & 최윤정
- 홍혜주 & 이미희
- 이푸른 & 신예슬 & 구현경 & 김민서 & 최윤주
- 고태희 & 김다솜 & 김인혜 & 이유민
- 이수빈 & 방선희 & 조유정
- 최사랑
- 정유주
- 김선유 & 방지원

### 1학기 중간고사 (3학년 vs 4학년)
1라운드단체 라이브 퍼포먼스
- 3학년 492점
- 4학년 634점

2라운드에이스 1:1 배틀
- 3학년 1012점
- 4학년 1334점

1라운드 개별 투표 결과
- 3학년 에이스 최윤정
  - 2위 김윤서, 3위 유재현, 4위 김수혜 · 김현희, 6위 이지우, 7위 박효림 ·오지은
    - 탈락후보 : 김민지
- 4학년 에이스 윤채원
  - 2위 홍혜주, 3위 명형서, 4위 이미희, 5위 김유연, 6위 김하리, 7위 김인혜, 8위 이유민, 9위 송예림
    - 탈락후보 : 김다솜

2라운드 최종 결과
- 3학년 김민지 탈락 (패배)
- 4학년 김다솜 생존 (승리)

### 1학기 중간고사 (1학년 vs 2학년)
1라운드단체 라이브 퍼포먼스
- 1학년 538점
- 2학년 528점

2라운드에이스 1:1 배틀
- 1학년 1338점
- 2학년 1098점

1라운드 개별 투표 결과
- 1학년 에이스 김선유
  - 2위 김수빈, 3위 박보은·정유주, 5위 최수빈, 6위 정시우, 7위 윤승주·보미세라, 9위 성민채
    - 탈락후보 : 오유진
- 2학년 에이스 김리원
  - 2위 원지민, 3위 이영채, 4위 미나미, 5위 조수이, 6위 박효원, 7위 카리나, 8위 이지원, 9위 최사랑
    - 탈락후보 : 주효린

2라운드 최종 결과
- 1학년 오유진 생존 (승리)
- 2학년 주효린 탈락 (패배)

### 1학기 기말고사 (2학년 vs 3학년)
2학년
- 예쁜 애 : 김리원, 원지민, 이지원
  - 누적 점수 : 404점
- 잘하는 애 : 미나미, 박효원, 최사랑
  - 누적 점수 : 779점
- 끼많은 애 : 이영채, 조수이, 타케이 카리나
  - 최종 합산 점수 : 1112점
- 승리

3학년
- 예쁜 애 : 김수혜, 박효림, 이지우
  - 누적 점수 : 333점
- 잘하는 애 : 김윤서, 오지은, 이태림
  - 누적 점수 : 770점
- 끼많은 애 : 김현희, 유재현, 최윤정
  - 최종 합산 점수 : 1109점
- 패배 (박효림 탈락)

### 1학기 기말고사 (1학년 vs 4학년)
1학년
- 예쁜 애 : 보미세라, 윤승주, 정유주
  - 누적 점수 : 341점
- 잘하는 애 : 김선유, 박보은, 최수빈
  - 누적 점수 : 766점
- 끼많은 애 : 김수빈, 오유진, 성민채, 정시우
  - 최종 합산 점수 : 1234점
- 승리

4학년
- 예쁜 애 : 김유연, 명형서, 윤채원
  - 누적 점수 : 354점
- 잘하는 애 : 김인혜, 송예림, 이미희
  - 누적 점수 : 786점
- 끼많은 애 : 김하리, 김다솜, 이유민, 홍혜주
  - 최종 합산 점수 : 1231점
- 패배 (김다솜 탈락)

### 2학기 중간고사 (학년 연합 배틀)
보컬
- 마마무(데칼코마니)
  - 박보은, 김리원, 원지민, 이영채
- 태연(I)
  - 이지우, 김수혜, 윤채원, 명형서

랩
- 방탄소년단(Mic Drop)
  - 최수빈, 성민채, 정시우, 미나미
- DOJACAT(Boss Rich)[4]
  - 김윤서, 김현희, 오지은, 이유민
    - 3·4학년 1600점
    - 1·2학년 1400점

올라운더
- 리사(Money)
  - 최사랑
- 에스파(Next Level)
  - 이미희
    - 3·4학년 2000점
    - 1·2학년 2000점

투표 및 데뷔조 결과
- 최종 데뷔조 학년시드
  - 3학년, 1학년, 4학년, 1학년, 2학년, 3학년, 4학년
- 탈락자
  - 1학년 : 정유주, 정시우
  - 2학년 : 박효원
  - 3학년 : 김수혜, 유재현
  - 4학년 : 이유민

### 2학기 기말고사 (데뷔조 선발전)

#### 3학년 데뷔조 선발전
- TWICE(LIKEY) : 김현희, 이태림, 오지은
- 마마무(HIP) : 김윤서, 최윤정, 이지우

현장투표 결과
- 1위 김현희, 2위 최윤정, 3위 오지은, 4위 김윤서, 5위 이지우, 6위 이태림

#### 1학년 데뷔조 선발전
- 이달의 소녀(Why Not?) : 오유진, 김수빈, 윤승주, 보미세라
- BLACK(How you like that) : 최수빈, 김선유, 박보은, 성민채

현장투표 결과
- 1위 윤승주, 김선유, 박보은, 4위 최수빈, 5위 김수빈, 6위 보미세라, 7위 성민채, 8위 오유진

#### 4학년 데뷔조 선발전
- 여자친구(밤) : 김유연, 김하리, 명형서, 이미희
- (여자)아이들(Uh-oh) : 윤채원, 송예림, 김인혜, 홍혜주

현장투표 결과
- 1위 명형서, 2위 윤채원, 3위 이미희, 4위 김인혜, 5위 홍혜주, 6위 김유연, 7위 김하리, 8위 송예림

#### 2학년 데뷔조 선발전
- 소녀시대(Twinkle) : 미나미, 원지민, 이영채
- 방탄소년단(Butter) : 김리원, 이지원, 조수이, 최사랑, 타케이 카리나

현장투표 결과
- 1위 원지민, 2위 김리원, 3위 미나미, 4위 조수이, 5위 이영채, 6위 최사랑, 7위 타케이 카리나, 8위 이지원

#### 2학기 기말고사 총점수
세미라운드 진출자
- 1위 ④윤채원 920점
- 2위 ①박보은 733점
- 3위 ④김유연 720점
- 4위 ③김현희 701점
- 5위 ②김리원 699점
- 6위 ④명형서 695점
- 7위 ②원지민 670점
- 8위 ①김선유 663점
- 9위 ③김윤서 640점
- 10위 ②미나미 578점
- 11위 ④이미희 559점
- 12위 ②이영채 479점
- 13위 ③최윤정 476점
- 14위 ④김인혜 469점
- 15위 ④홍혜주 458점
- 16위 ①윤승주 456점
- 17위 ③오지은 439점
- 18위 ①김수빈 416.6점
- 19위 ④김하리 415점
- 20위 ③이지우 410점
- 21위 ③이태림 381점

탈락자
- 22위 ④송예림 375점
- 23위 ①최수빈 374점
- 24위 ②조수이 333점
- 25위 ①성민채 277점
- 26위 ①보미세라 275점
- 27위 ②최사랑 221점
- 28위 ①오유진 217점
- 29위 ②타케이 카리나 183점
- 30위 ②이지원 119점

### 세미파이널

#### 세미파이널 1라운드 (도전조 A팀 vs 도전조 B팀 무대)
- 도전조 A - DUN DUN(EVERGLOW)
  - 김수빈, 원지민, 이영채, 이미희, 김하리, 김인혜, 오지은 (도전조 A팀 패배)

- 도전조 B - 마.피.아. in the morning(ITZY)
  - 윤승주, 미나미, 이지우, 이태림, 최윤정, 명형서, 홍혜주 (도전조 B팀 승리)

#### 세미파이널 2라운드 (데뷔조 자리 뺏기 1 vs 1)
1경기 - 데뷔조 윤채원 vs 도전조 이태림
- On the ground(ROSÉ)
  - 윤채원 193점, 이태림 86점

2경기 - 데뷔조 김선유 vs 도전조 최윤정
- LION((여자)아이들)
  - 김선유 180점, 최윤정 201점

3경기 - 데뷔조 김현희 vs 도전조 미나미
- Havana (카밀라 카베요)
  - 김현희 180점, 미나미 201점

4경기 - 데뷔조 박보은 vs 도전조 윤승주
- DUMB DUMB(전소미)
  - 박보은 292점, 윤승주 89점

5경기 - 데뷔조 김윤서 vs 도전조 홍혜주
- Come back home(2NE1)
  - 홍혜주 241점, 김윤서 140점

6경기 - 데뷔조 김리원 vs 도전조 명형서
- feel special(TWICE)
  - 김리원 121점, 명형서 253점

7경기 - 데뷔조 김유연 vs 도전조 이지우
- 레옹(박명수×아이유)
  - 김유연 196점, 이지우 177점

#### 파이널 진출자 선정
- 2번째 데뷔조 : ①박보은, ②미나미, ③최윤정, ④김유연, ④명형서, ④윤채원, ④홍혜주
- 마지막 도전자 : ①김선유, ②김리원, ②원지민, ②이영채, ③김윤서, ③김현희, ④이미희
- 세미파이널 탈락자 : ①김수빈, ①윤승주, ③오지은, ③이태림, ③이지우, ④김인혜, ④김하리

### 파이널

#### 1라운드
- 데뷔조 : DREAMING(김유연, 명형서, 미나미, 박보은, 윤채원, 최윤정, 홍혜주)
- 도전조 : SUN(김리원, 김선유, 김윤서, 김현희, 원지민, 이미희, 이영채)
  - 파이널 1라운드 데뷔조 vs 도전조 풀영상

#### 2라운드
- 데뷔조 : SONIC BOOM(김유연, 명형서, 미나미, 박보은, 윤채원, 최윤정, 홍혜주) 360점 패배
- 도전조 : LIONS(김리원, 김선유, 김윤서, 김현희, 원지민, 이미희, 이영채) 479점 승리
  - 파이널 2라운드 데뷔조 vs 도전조 풀영상

#### 순위 발표
최종 데뷔조
- 1위 : ②원지민(도전조) 243,302.4점
- 2위 : ①김선유(도전조) 241,778.9점
- 3위 : ④명형서(데뷔조) 217,370.0점
- 4위 : ④홍혜주(데뷔조) 210,647.9점
- 5위 : ②김리원(도전조) 209,053.9점
- 6위 : ①박보은(데뷔조) 201,684.4점
- 7위 : ④윤채원(데뷔조) 198,915.5점

최종 탈락자
- 8위 : ④김유연(데뷔조) 181,442.3점
- 9위 : ②이영채(도전조) 164,287.6점
- 10위 : ④이미희(도전조) 160,199.3점
- 11위 : ③김현희(도전조) 148,918.6점
- 12위 : ③김윤서(도전조) 146,454.9점
- 13위 : ②미나미(데뷔조) 87,851.3점
- 14위 : ③최윤정(데뷔조) 21,818.7점
  - 3~6위 순위 발표 영상
  - 1~2위 순위 발표 영상

## 수상 목록
- 2021년 MBC 방송연예대상
  - 특별상 : 유리, 아이키, 옥주현, 전소연

## 결방

### 2022년
- 2월 6일 ~ 2월 13일 : 《2022 베이징 올림픽》 중계방송으로 인한 결방.

## 같이 보기
- 소년판타지 - 남자 버전
- 알유넥스트 (JTBC)